# B̃
La B̃ con virgulilla (minúscula: b̃), es una grafema utilizado en la escritura Idioma maskelynes, Idioma uripiv, y Idioma yanesha. Está es la letra B diacrítico con el virgulilla.

## Codificación
La B con virgulilla se puede representar con los siguientes caracteres en Unicode:
| forma     | representación | Puntos de código | descripción                             |
| --------- | -------------- | ---------------- | --------------------------------------- |
| Mayúscula | B̃              | U+0042 U+0303    | Letra mayúscula latina b con virgulilla |
| minúscula | b̃              | U+0062 U+0303    | Letra minúscula latina b con virgulilla |